# 伊班语
伊班语（jaku Iban），是一种由达雅族中的一个分支伊班族使用的语言，主要使用于沙捞越、文莱、印度尼西亚西加里曼丹省。它属于南岛语系的马来语群。
伊班语被归类为马来语群中的一种语言。该语言与马来语密切相关，且更接近于砂拉越马来语。